# Gene L. Coon
Gene L. Coon (* 7. Januar 1924 in Beatrice, Nebraska, Vereinigte Staaten; † 8. Juli 1973 in Los Angeles, Kalifornien) war ein amerikanischer Drehbuchautor und Fernsehproduzent. Am bekanntesten wurde er durch seine Arbeit an der originalen Star-Trek-Serie.

## Leben und Werk
Gene L. Coon wurde in den öffentlichen Schulen von Nebraska und Kalifornien ausgebildet. Nach der High-School ging er auf das Glenndale College. 1942 verpflichtete er sich beim United States Marine Corps, wo er vier Jahre verbrachte. Von da an schrieb er Drehbücher für eine ganze Reihe von Serien, unter anderem Wagon Train, Bonanza, Have Gun, Will Travel, Tausend Meilen Staub (Originaltitel: Rawhide), Alcoa Premier, Riverboat, Suspense, General Electric Theatre, Mr. Lucky, Peter Gunn, The Rebel und Maverick.
Zu Beginn der 1960er Jahre arbeitete Coon bei Universal Pictures, wo er McHale’s Navy und The Munsters mitentwickelte. The Munsters war ursprünglich als Satire auf The Donna Reed Show geplant. Zwischen 1964 und 1967 schrieb Coon mehrere Drehbücher und zwei Romane Meanwhile, Back At The Front und The Short End Of The Stick. Aber seine wirkliche Bestimmung fand er in Star Trek.
Mitte der ersten Staffel von Star Trek wurde Gene L. Coon Produzent der Serie und löste damit Gene Roddenberry ab. Gene Coon wird allgemein als große Hilfe für Star Trek bezeichnet, da er einen Instinkt dafür hatte, welche Geschichten in der Serie funktionieren würden. Unter seiner Herrschaft trat schon bald eine spürbare Verbesserung der Drehbücher ein. Coon erfand unter anderem die Hauptdirektive der Nichteinmischung, den Friedensvertrag von Organia, den Schurken Khan Noonien Singh, den Erfinder des Warp-Antrieb Zefram Cochrane sowie das beliebteste Volk der Klingonen. Dennoch wird sein Einfluss auf die Serie bis heute unterschätzt. Anders als viele andere, die an Star Trek mitgearbeitet hatten, wurde Gene Coon nie interviewt.
Seine Position als Produzent gab Coon Mitte der zweiten Staffel auf, um an der Serie The Name of the Game mitzuarbeiten. Dennoch schrieb er unter dem Pseudonym Lee Cronin weiterhin Episoden für die 3. Staffel von Star Trek.
Coon hatte einen wunderbaren trockenen Humor und eine seltsame, knappe Art zu sprechen. Er galt als einer der schnellsten Autoren Hollywoods. Es war für ihn nicht unüblich ein Skript übers Wochenende so zu schreiben, damit es am folgenden Montag drehbereit war.
Gene L. Coon starb am 8. Juli 1973 an Lungenkrebs.

## Filmografie (Auswahl)
- 1957: Des Teufels Lohn (Man in the Shadow)
- 1963: Die rauhen Reiter von Texas (The Raiders)
- 1974: Ein Computer wird gejagt (The Questor Tapes)